# Lidi
I Lidi furono il popolo indoeuropeo che abitò la terra di Lidia dal VII secolo a.C. Facevano parte del gruppo anatolico ma hanno subito una forte influenza greca.

## Storia

### Origini
Il popolo dei Lidi si presume discenda dalla popolazione ittita che abitava l'Anatolia.
Al momento della disgregazione dell'impero ittita, i Lidi si stanziarono nelle regioni di Lidia e Frigia fondando il regno di Lidia.

### I Mermnadi

Il regno di Lidia sotto Creso, all'apice della propria espansione nel VI secolo a.C.

Nel 685 a.C. Gige, Re di Lidia, fondò la dinastia dei Mermnadi che continuò a regnare fino al VI secolo a.C. Gige si alleò con gli Assiri e riuscì a resistere alle invasioni dei Cimmeri. Durante l'assedio di Sardi (capitale del regno di Lidia) egli morì in battaglia. Suo figlio Ardis gli succedette al trono.

#### L'età di Aliatte
Re della dinastia dei Mermnadi, Aliatte II rese grande la Lidia: egli infatti occupò la costa dell'Asia Minore conquistando alcune colonie greche e si spinse nell'entroterra anatolico aumentando le dimensioni dell'Impero. Incoraggiò i commerci e inventò la moneta.

#### L'età di Creso
Ultimo discendente dei Mermnadi, Creso si alleò con Assiri e Egizi per fronteggiare le schiere persiane di Ciro il Grande.
Senza successo la Lidia fu occupata e annessa all'Impero persiano a seguito della sconfitta dei Lidi e di Criso. La dinastia dei Mermnadi fu interrotta e la Lidia divenne satrapia.